# Annales (Tacitus)

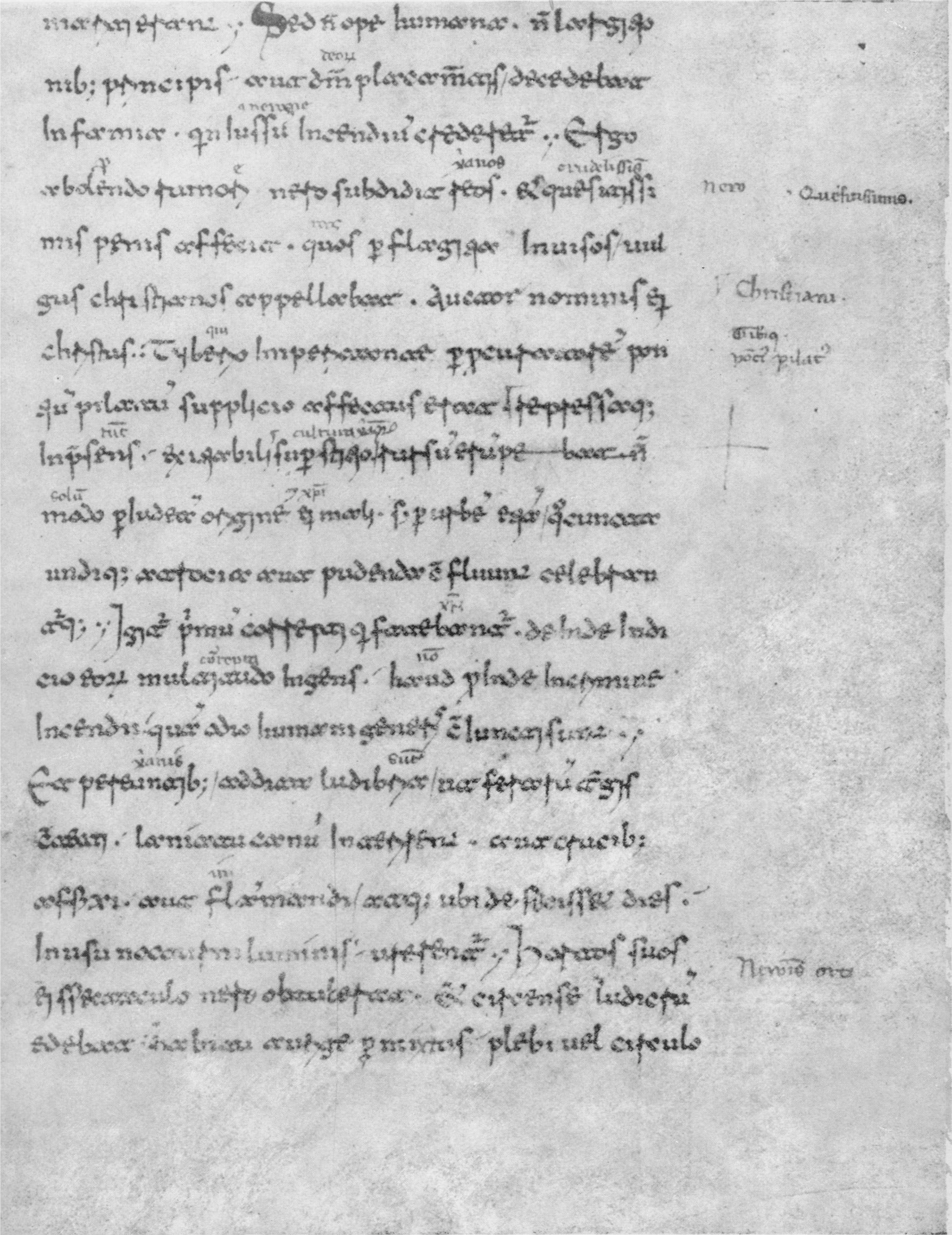
Codex Mediceus 68 II fol. 38 (Annales XV 44.).

Ab excessu divi Augusti (Latijn: "Vanaf het heengaan van de vergoddelijkte Augustus") of de Annales ("jaarboeken") vormen samen met de historiae de twee belangrijkste werken van de Romeinse geschiedschrijver Publius Cornelius Tacitus. Het werk wordt Annales of "jaarboeken" genoemd omdat de eerste boeken de geschiedenis jaar na jaar beschrijven. In de laatste boeken laat Tacitus deze annalistische aanpak vallen. Ronald Syme meent dat deze stilistische wijziging verwijst naar een dieperliggende wijziging, namelijk de ontwikkeling van het principaat naar het dominaat.

## Opbouw

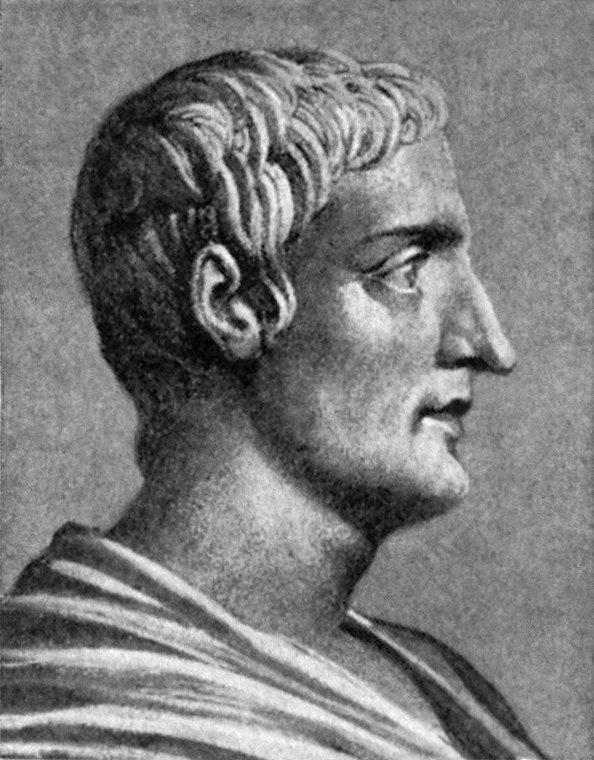
Publius Cornelius Tacitus

Het werk bestond uit zestien (of misschien achttien) boeken en had betrekking op de periode vanaf de dood van Augustus en het begin van de regering van Tiberius tot (waarschijnlijk) de dood van Nero. De boeken I tot IV zijn volledig bewaard gebleven. Van boek XI tot en met het begin van boek XVI ontbreken alleen het begin van boek XI en het eind van boek XVI. Boek V en VI zijn slechts gedeeltelijk behouden. De hiaten in het werk omvatten de jaren 29 tot 31, 37 tot 47 en 66 tot 68 n.Chr.
De Annales werden tussen 110 en 120 n.Chr. gepubliceerd en zouden de tijd voor de in de Historiae behandelde periode behelzen. Zij zijn het laatste en meest volwassen werk van Tacitus, stilistisch waarschijnlijk onovertroffen. Het werk vormt het hoogtepunt van de Romeinse annalistiek en senatoriale geschiedschrijving. In latere tijden zou de biografische vorm, die met Gaius Suetonius Tranquillus aan invloed won in de Romeinse geschiedschrijving, de overhand krijgen. Alleen Ammianus Marcellinus zou opnieuw aanknoping zoeken bij Tacitus.
Hoewel Tacitus in zijn werk naar eigen zeggen objectiviteit zonder partijdigheid nastreeft ("sine ira et studio" - Ann. I 1.3.), is hij soms juist zeer partijdig, in het bijzonder wat de regering van Tiberius betreft. Moderne historici hebben het in de Annales verspreide beeld van een duistere tiran grotendeels bijgesteld. Tacitus hing klaarblijkelijk het oude ideaal van een res publica libera aan en bekritiseerde het principaat als instelling. Zijn bewondering ging uit naar het oude Republikeinse Rome, hoewel hij niet de illusie had dat men de Republiek opnieuw kon invoeren, vooral omdat het principaat ook een einde maakte aan de chaos van de burgeroorlogen, wat Tacitus ook erkende. In het algemeen schetst hij een beeld van de geschiedenis waarin het pessimisme overheerst, waarbij hij zich over het zedenverval van zijn tijd en het verlies van de vrijheid beklaagt. Die vrijheid werd onder de Republiek evenwel slechts aan een minderheid gegund.

## Inleiding van deAnnales
| Latijnse tekst | Nederlandse vertaling |
| --- | --- |
| 1. Urbem Romam a principio reges habuere; libertatem et consulatum L. Brutus instituit. Dictaturae ad tempus sumebantur; neque decemviralis potestas ultra biennium, neque tribunorum militum consulare ius diu valuit. Non Cinnae, non Sullae longa dominatio; et Pompei Crassique potentia cito in Caesarem, Lepidi atque Antonii arma in Augustum cessere, qui cuncta discordiis civilibus fessa nomine principis sub imperium accepit. 2. Sed veteris populi Romani prospera vel adversa claris scriptoribus memorata sunt; temporibusque Augusti dicendis non defuere decora ingenia, donec gliscente adulatione deterrerentur. Tiberii Gaiique et Claudii ac Neronis res florentibus ipsis ob metum falsae, postquam occiderant, recentibus odiis compositae sunt. 3. Inde consilium mihi pauca de Augusto et extrema tradere, mox Tiberii principatum et cetera, sine ira et studio, quorum causas procul habeo. | 1. Aanvankelijk regeerden koningen over de stad Rome; de vrijheid en het consulaat heeft L. Brutus geïntroduceerd; voor korte perioden nam men zijn toevlucht tot een dictator; het ambt van de tienmannen was niet langer dan twee jaar van kracht, en ook de consulaire bevoegdheid van de krijgstribunen was niet voor lange perioden geldig. De heerschappij van Cinna was niet van lange duur, noch die van Sulla; de macht van Pompeius en Crassus ging spoedig over op Caesar, en de legers van Lepidus en Antonius kwamen in handen van Augustus, die met als titel princeps het gehele, door de burgeroorlogen afgematte machtsapparaat onder zijn heerschappij kreeg. 2. Maar de successen en tegenslagen van het Romeinse volk uit een verder verleden zijn door beroemde schrijvers vereeuwigd; en voor het beschrijven van de tijd van Augustus ontbrak het niet aan schitterende talenten, totdat de toenemende vleierij hieraan een einde maakte. De heerschappij van Tiberius, Gaius, Claudius en Nero werd tijdens hun leven uit schrik valselijk voorgesteld, en ook nadat ze gestorven waren werd hun regering door recente haat te negatief beschreven. 3. Vandaar heb ik het plan opgevat om eerst een beetje over Augustus te schrijven, voornamelijk over diens levenseinde; vervolgens over Tiberius' principaat en zijn opvolgers, zonder wrok of berekening, waartoe ik geen enkele reden heb. |

## Citaten
- Urbem Romam a principio reges habuere...: Koningen regeerden (letterlijk: hadden) in het begin de stad Rome.
  - Hoewel de Annales geheel uit proza bestaan, is de eerste regel een zuivere dactylische pentameter.
- ... sine ira et studio ..., zonder woede of partijdigheid, ofwel op een objectieve manier. Met name als het gaat om de persoon en regeerperiode van Tiberius kan Tacitus dit voornemen niet geheel en al waarmaken, en toont hij zich meer dan eens vooringenomen.

## Historische betekenis
Tacitus stond met het schrijven van dit werk aan de basis van een genre dat typisch zou worden voor de middeleeuwen: de annalen, jaaroverzichten die op een narratieve manier de geschiedenis weergeven. Zij ontstonden uit de zogenaamde paastafels, jaarlijsten met de veranderlijke paasdata, waarin de belangrijkste gebeurtenissen van elk jaar ook werden neergeschreven.